# Giornate FAI
Le Giornate FAI, nell'edizione primaverile e autunnale, sono un evento annuale organizzato dal FAI - Fondo per l'Ambiente italiano, un'organizzazione non-profit che dal 1975 si impegna per la tutela e la valorizzazione del patrimonio culturale e paesaggistico italiano.

## Storia
La manifestazione è nata, nella versione primaverile, nel 1993 con l'obiettivo di sensibilizzare il pubblico all'importanza della salvaguardia del patrimonio italiano di storia, arte e natura. Durante le Giornate FAI, luoghi di interesse, normalmente chiusi al pubblico o poco conosciuti come palazzi storici, sedi istituzionali, chiese, giardini e siti archeologici ma anche borghi, aree naturalistiche, piccoli musei, laboratori artigianali, antichi ospedali, teatri, caserme, stadi e siti di archeologia industriale vengono aperti e resi accessibili ai visitatori. Solo qualche esempio di luoghi speciali inaccessibili eccezionalmente aperti (alcuni più volte) per le Giornate FAI: l’Isola Gallinara ad Albenga (SV), la sede RAI di Milano, Palazzo Chigi a Roma, l’ex carcere del Buoncammino a Cagliari (che detiene il record assoluto di accessi con 28mila visitatori in due giorni nel 2015), la Fortezza del Varignano a Portovenere (SP), la Lanterna del Montorsoli e la cripta del Duomo a Messina, l’Isola Bisentina sul Lago di Bolsena (VT) o il castello mediceo di Melegnano (MI).

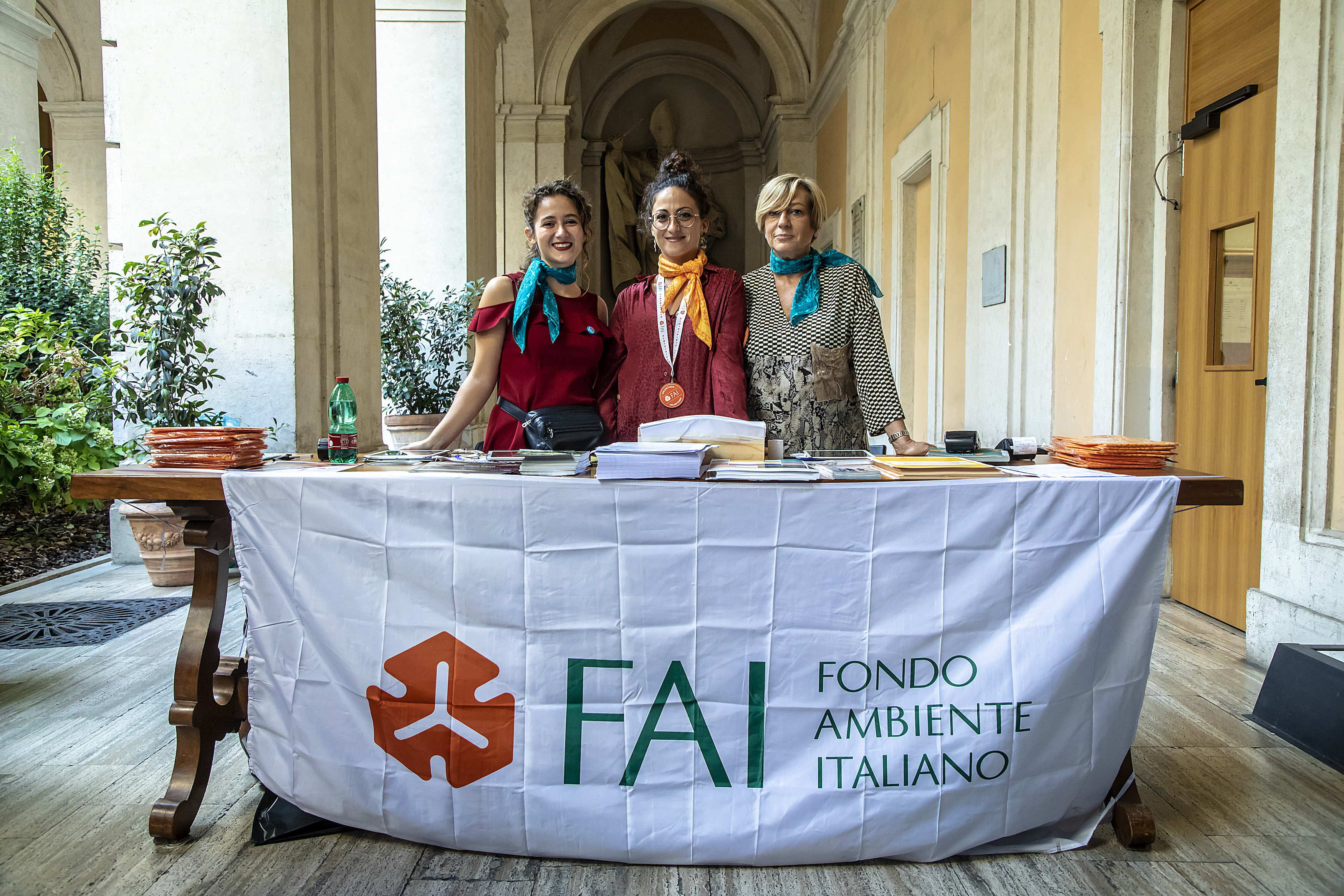
Un banchetto di volontari durante una Giornata FAI a Roma

L’evento, nella cui ideazione e organizzazione spicca il ruolo dei Delegati e volontari FAI[1] sul territorio nazionale, si svolge solitamente nel terzo fine settimana di marzo (“Giornate FAI di Primavera”) e di ottobre (“Giornate FAI d’Autunno”) e conta annualmente più di 1.000 aperture in tutta Italia. Con il tempo è diventato un appuntamento capace di richiamare quasi un milione di visitatori all’anno, elemento che contribuisce ad attestarlo come la più grande manifestazione nazionale di piazza dedicata alla valorizzazione dei beni storici, artistici e paesaggistici del Paese.

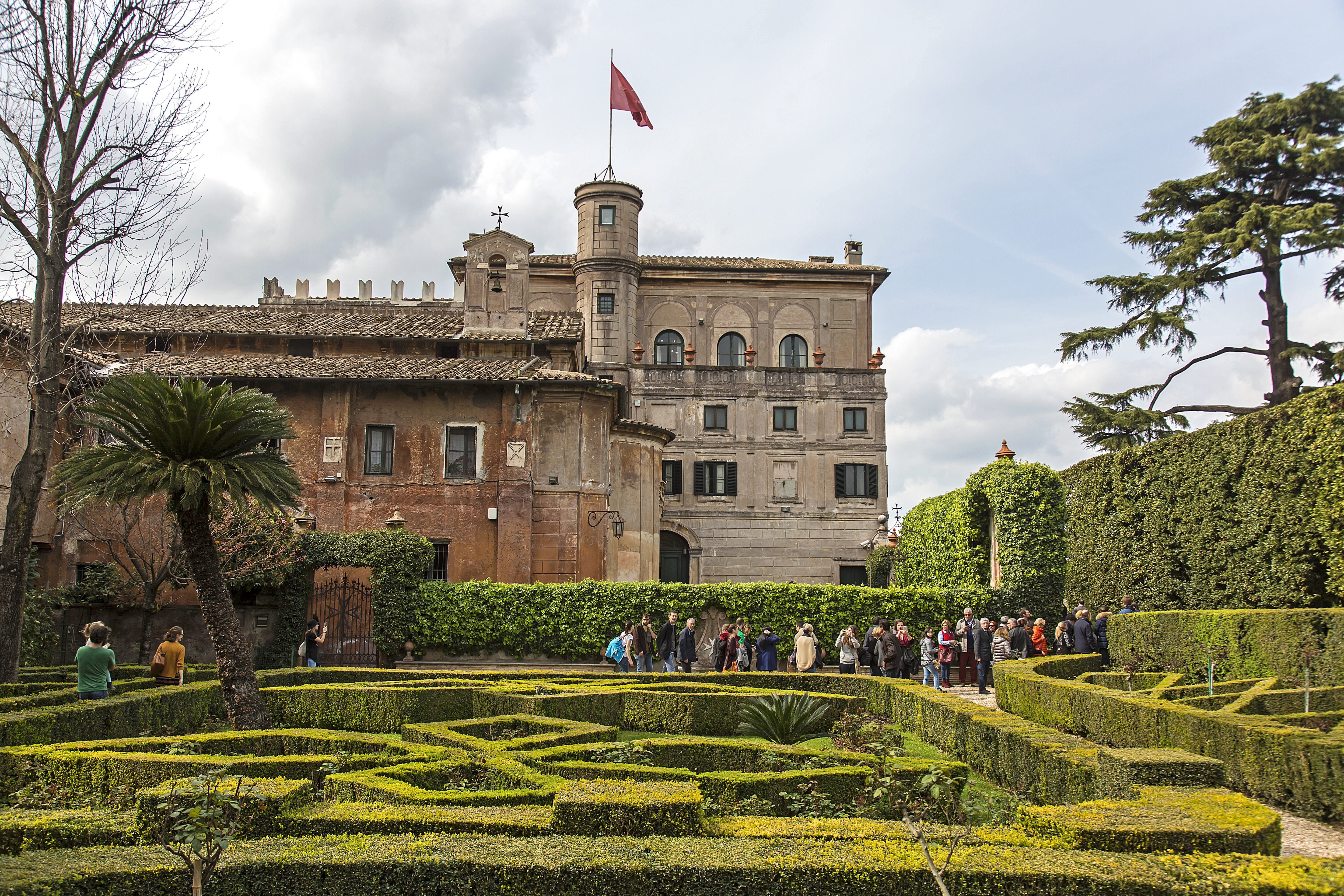
Visita alla Villa del Sovrano Militare di Roma durante le Giornate FAI di Primavera del 2016

In quella occasione le persone hanno l’opportunità di scoprire angoli nascosti del patrimonio culturale italiano e di contribuire alla sua conservazione e valorizzazione attraverso una donazione finalizzata a sostenere le attività del FAI.
Le “Giornate FAI” di Primavera e d’Autunno si inquadrano infatti nell’ambito delle iniziative di raccolta pubblica di fondi occasionale (Art 143, c 3, lett a, DPR 917/86 e art 2, c 2, D Lgs 460/97) nel corso delle quali chi lo desidera può sostenere la Fondazione e i suoi progetti con un contributo libero.
Dal 2012 il FAI organizza anche le “Giornate FAI per le Scuole”, inizialmente denominate “Mattinate FAI per le Scuole”, che si svolgono tutti gli anni a novembre e propongono agli studenti di ogni ordine e grado visite esclusive a luoghi di cultura come chiese, palazzi, parchi e giardini storici, monumenti e istituzioni del loro territorio, condotte dagli “Apprendisti Ciceroni”, giovani appositamente preparati dai volontari FAI e dai loro docenti.

## Le Giornate FAI di Primavera

### La prima edizione nel 1993
La prima “Giornata FAI di Primavera” si è tenuta il 20 marzo 1993. L’evento nasce su ispirazione dell’iniziativa “Monumenti Porte Aperte” che l’anno precedente la Fondazione Napoli Novantanove organizza nel capoluogo campano sul modello della manifestazione “Portes Ouvertes sur les Monuments Historiques” avviata in Francia dal 1984 e poi estesasi a diversi Paesi europei con il nome “European Heritage Days”.

In quell’appuntamento d’esordio il FAI apre 82 monumenti in 32 città italiane grazie alla collaborazione di 540 volontari organizzati in 49 Delegazioni territoriali, che coinvolgono quasi 70.000 visitatori.

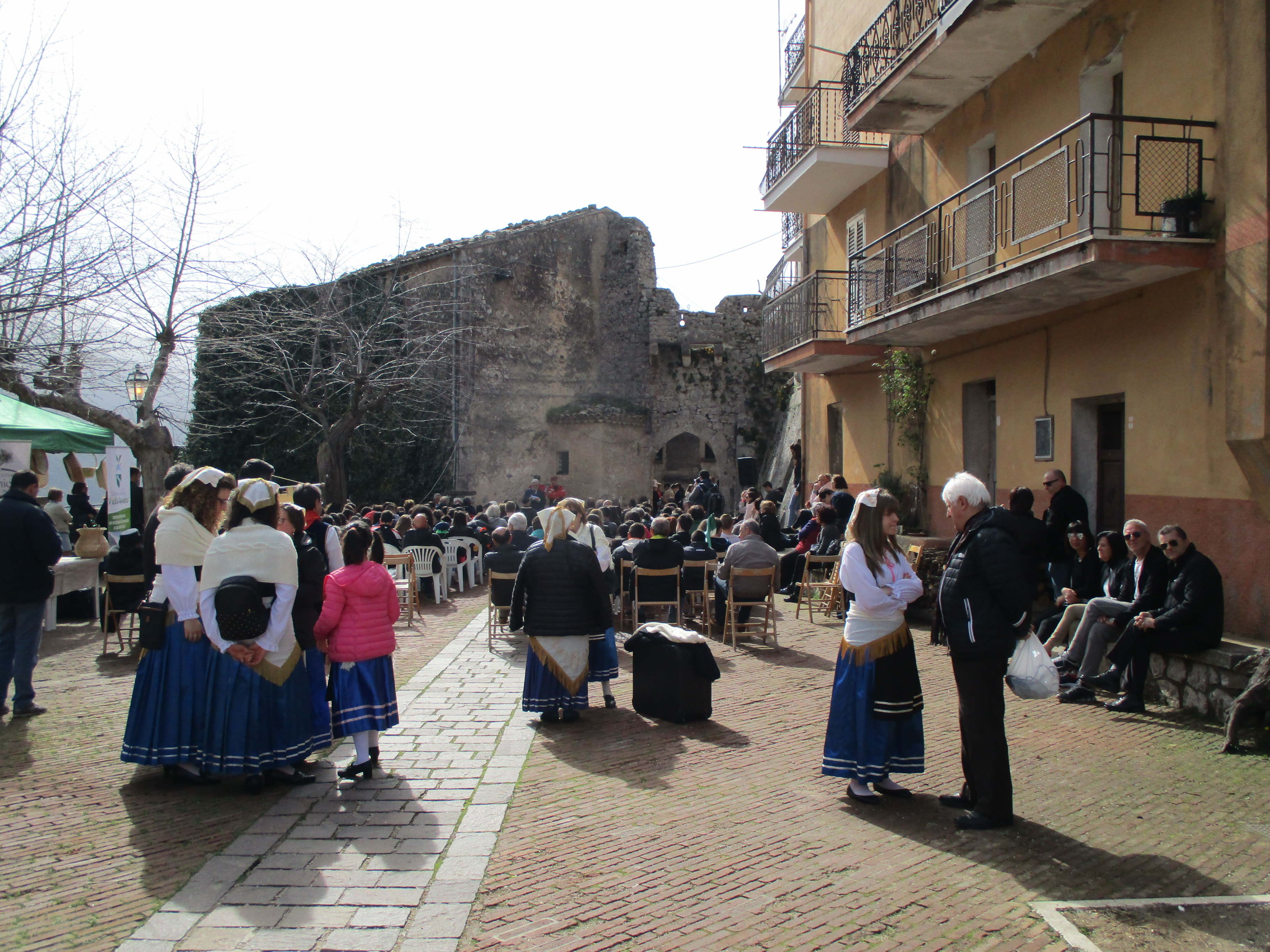
Giornate FAI di Primavera a Morrea

Ricorda il Presidente del FAI Marco Magnifico: “La giornata ebbe un successo travolgente […]. Decine e decine di migliaia di persone corsero a vedere le chiese dimenticate, i palazzi a pezzi, i monumenti meravigliosi dimenticati dagli uomini d’oggi”.
Tra i tanti luoghi aperti:
- a Torino sono resi accessibili l’Archivio di Stato, la Biblioteca Reale, Palazzo Barolo, Palazzo Reale e la chiesa di S. Pelagia;
- a Milano, la chiesa di S. Antonio Abate, il Teatro Gerolamo, le Scuole del Sole al Parco Trotter, la Sala Reale della Stazione Centrale e la Sala del Tiepolo a Palazzo Dugnani;
- a Firenze aprono la Cappellina di Palazzo Capponi delle Rovinate, la Cappella Antinori nella chiesa dei Santi Michele e Gaetano, la Cappella dei Papi e gli ex Appartamenti papali in Santa Maria Novella, insieme al Chiostro Grande;
- a Brescia, il Monastero di Santa Giulia e San Salvatore (all’epoca in restauro in vista del futuro allestimento del museo), la Canonica della chiesa di San Faustino e San Giovita e la Parrocchiale di Toscolano Maderno con gli affreschi di Andrea Celesti;
- a Bologna l’Oratorio dei Battuti nella chiesa di Santa Maria della Vita e l’Istituto per sordomuti G. Gualandi[37].

### Gli anni '90

#### L'edizione 1995
Il favore raccolto dalla prima edizione convince il FAI a rinnovare annualmente l’appuntamento con la sua “Giornata di Primavera” che, già nel 1995, passa da 82 luoghi aperti a 154, con il coinvolgimento di più di 1.500 volontari e la partecipazione di 133.500 visitatori[1] disposti ad attendere l’ingresso ai monumenti lungo le tradizionali “code”. 

#### L'edizione 1996
Nel 1996, grazie alla collaborazione dell’Assessorato alla Cultura della Regione Lombardia e alla rete delle Delegazioni lombarde del FAI, l’iniziativa si estende a tutto il loro territorio con un programma regionale che vede l’apertura di oltre 40 monumenti solitamente non accessibili e altrettanti musei locali poco conosciuti.
In occasione della stessa edizione, prende avvio il progetto “Apprendisti Ciceroni”, che negli anni coinvolgerà centinaia di migliaia di studenti nell’attività di introduzione e narrazione ai luoghi aperti.

#### L'edizione 1997
Nel 1997, in virtù di nuovi accordi e collaborazioni con le Amministrazioni locali, i programmi per le aperture a livello regionale coinvolgono anche a Piemonte, Emilia Romagna, Lazio e Marche.
Inoltre, su spinta del pubblico che chiede di raddoppiare le giornate di apertura, la “Giornata FAI di Primavera” diventa di due giorni, estendendosi anche alla domenica.

#### L'edizione 1998: una nuova immagine-simbolo
Nel 1998 la manifestazione acquisisce la sua immagine-simbolo, la storica composizione del volto femminile che guarda attraverso le stanze della Rocca di Soragna (PR), che l’agenzia pubblicitaria Armando Testa realizza appositamente e dona al FAI.

### Gli anni 2000 - 2010

#### L'edizione 2001

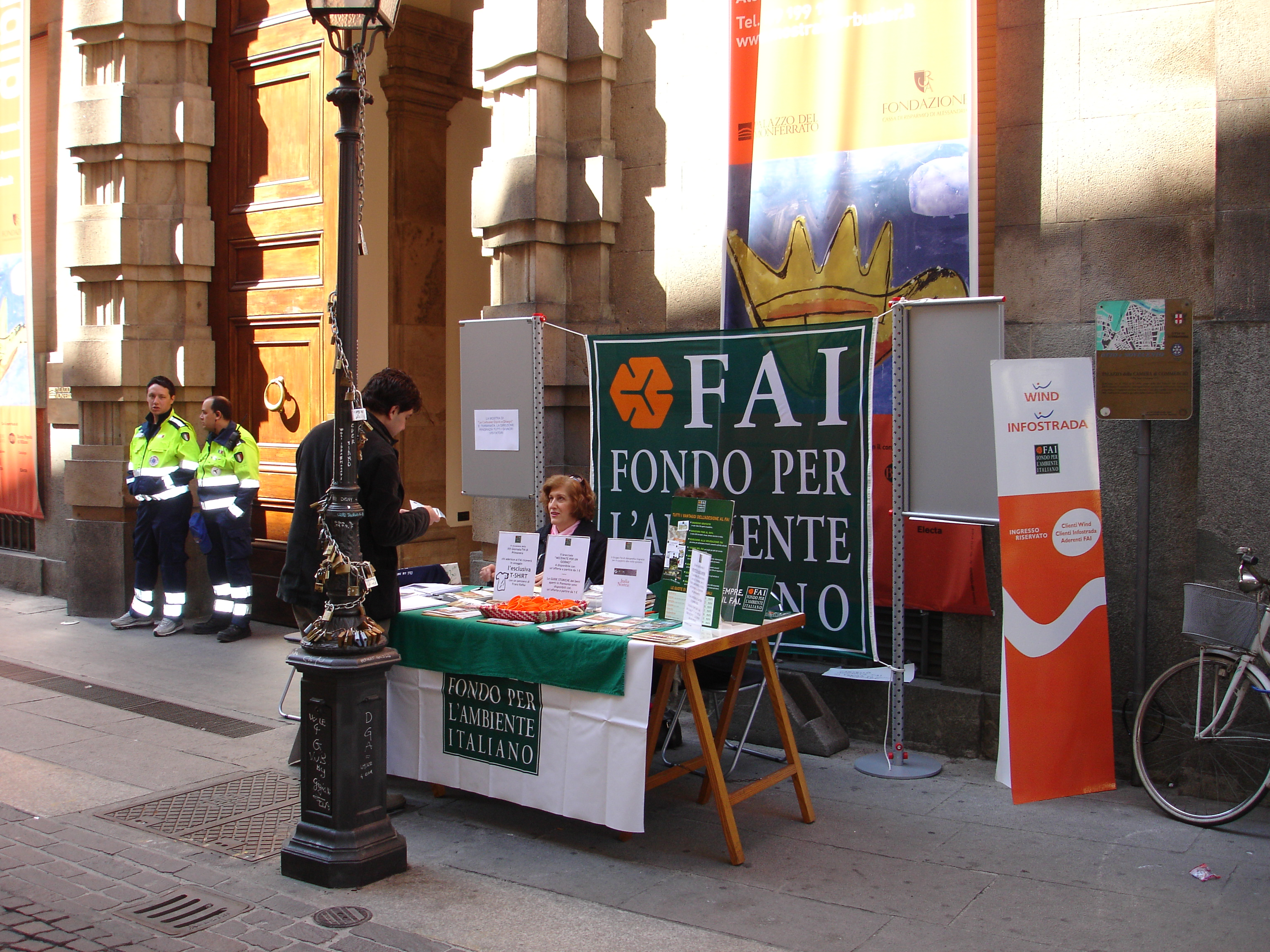
Banchetto delle Giornate FAI di primavera ad Alessandria

Il numero dei luoghi aperti cresce di anno in anno: nel 2001 sono 320 in tutta Italia e, fra questi, vengono inaugurati i primi percorsi tematici e l’apertura di interi borghi, allargando la visione dai singoli beni al loro contesto ambientale. Al tempo stesso si allarga anche la rete di collaborazioni con Regioni, Province, Comuni e altre istituzioni pubbliche, quali le Soprintendenze che cooperano all’apertura di siti monumentali e archeologici, anche inediti.

#### L'edizione 2002: il 10º anniversario
Nel 2002 il FAI celebra il 10º anniversario dell’evento con un consuntivo di 1.600 luoghi aperti, due milioni di italiani che hanno accolto l’invito a visitare luoghi speciali normalmente inaccessibili e un’edizione che annovera 150 città aderenti con 350 siti da scoprire grazie al coinvolgimento di 3.500 volontari.

#### L'edizione 2003
All’edizione successiva, patrocinata per la prima volta dal Ministero per i Beni e le Attività Culturali e dal Ministero dell’Istruzione, fanno riferimento gli accordi per le aperture regionali di Valle d’Aosta, Veneto, Friuli Venezia Giulia, Province autonome di Trento e Bolzano e Sicilia. Mentre l’Emilia Romagna inaugura un programma di aperture monotematiche in tutta la regione, dedicato alle sagrestie.
Vengono inoltre avviate collaborazioni continuative con l’Associazione Nazionale Carabinieri e con la FIAB – Federazione Italiana Ambiente e Bicicletta.

#### L'edizione 2006
Dal 2006 anche il Club Alpino Italiano contribuisce organizzando escursioni e visite naturalistiche.

#### L'edizione 2007
L’edizione del 2007 è indetta sotto l’Alto Patronato del Presidente della Repubblica (così come le successive dal 2008 al 2017) e, dallo stesso anno, anche la Protezione civile patrocina e collabora stabilmente alla manifestazione con migliaia di volontari presenti ogni anno in piazza, a fianco di quelli del FAI.

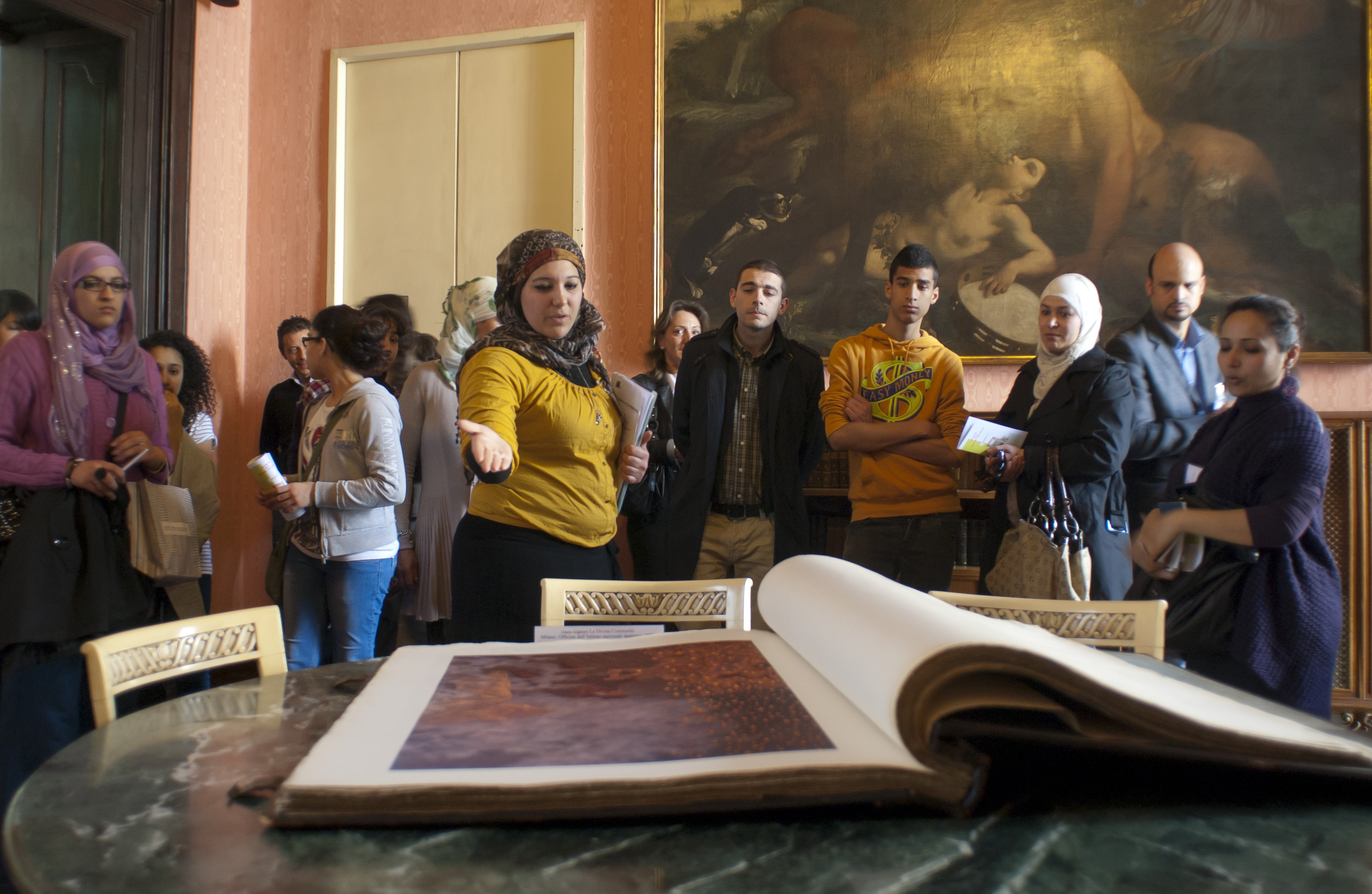
Volontari FAI nell’ambito del progetto “FAI ponte tra culture”

#### L'edizione 2008
Con 550 luoghi aperti in 240 città italiane, la “Giornata FAI” del 2008 riceve anche il patrocinio della Presidenza del Consiglio dei Ministri.

#### L'edizione 2009
L’anno dopo prende avvio la partecipazione di cittadini di origine straniera come volontari FAI nell’ambito del progetto “FAI ponte tra culture”.

#### L'edizione 2010
Nel 2010 arriva anche il patrocinio della RAI.

### Gli anni 2011 - 2019

#### L'edizione 2011

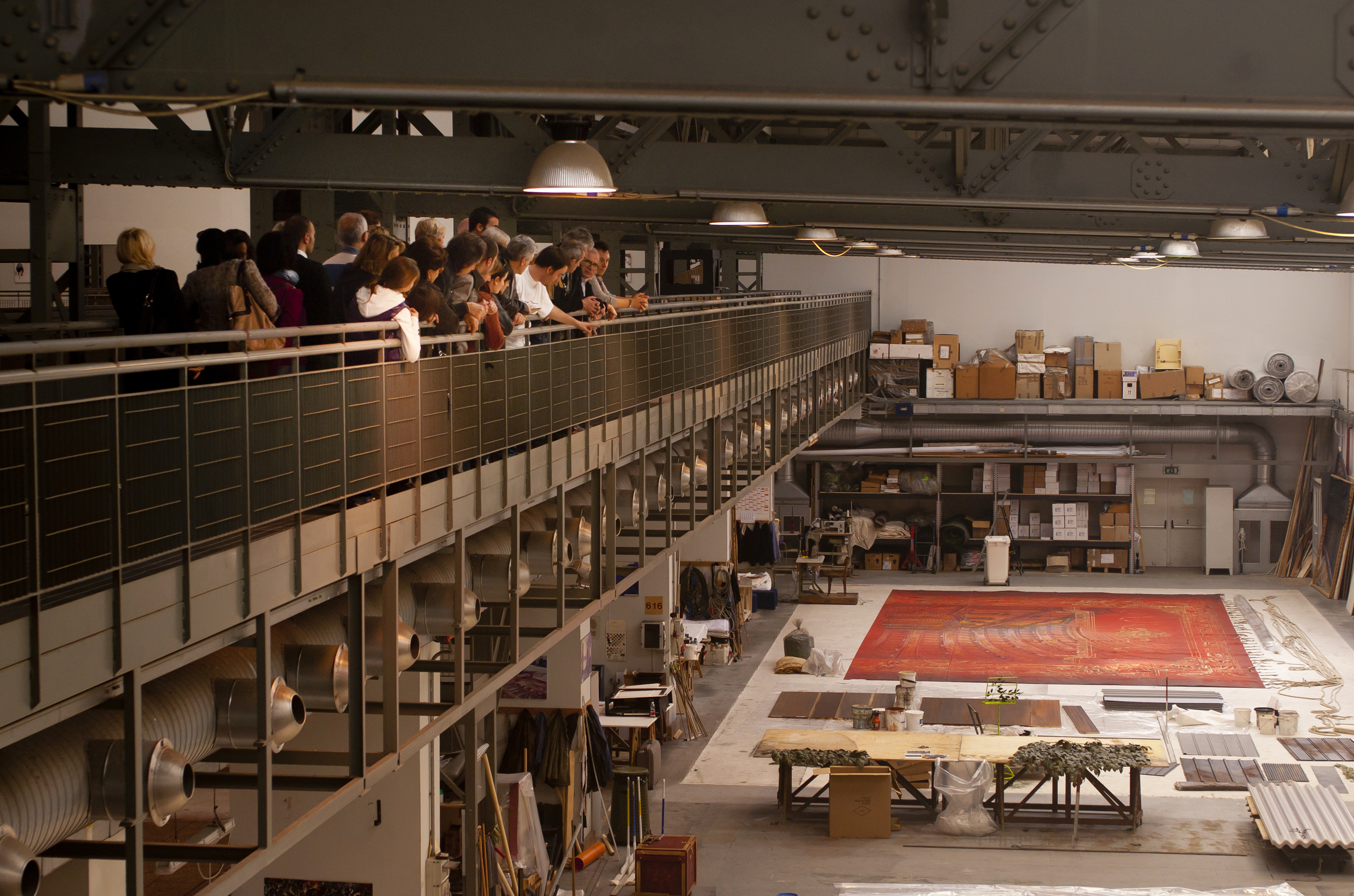
Visita ai Laboratori del Teatro alla Scala di Milano durante le Giornate FAI di Primavera del 2011

In occasione dei 150 anni dell’Unità d’Italia, nel 2011 il FAI dedica alla celebrazione un’edizione speciale, riservando 150 aperture ai luoghi del Risorgimento.

#### L'edizione 2012
Nel 2012 la 20ª edizione della manifestazione è salutata dall’allora Presidente della Repubblica Giorgio Napolitano con un intervento in video in cui viene sottolineata l’importanza della tutela del patrimonio storico, artistico e paesaggistico dell’Italia, visto come veicolo di cultura e sviluppo, e viene elogiato il contributo sociale ed educativo che il FAI offre alla collettività anche attraverso quella che nel tempo è diventata la sua iniziativa più conosciuta.
Dal 1993 al 2012, sono 6.390 i luoghi aperti e visitati da 6.500.000 persone in 2.750 città italiane, grazie al contributo di 81.400 volontari e 95.663 Apprendisti Ciceroni e alla collaborazione di oltre 250 enti patrocinanti ogni anno.
Nello stesso anno la “Giornata FAI di Primavera” raddoppia: nasce l’edizione autunnale della manifestazione, che fino al 2016 si chiamerà “FAImarathon”.

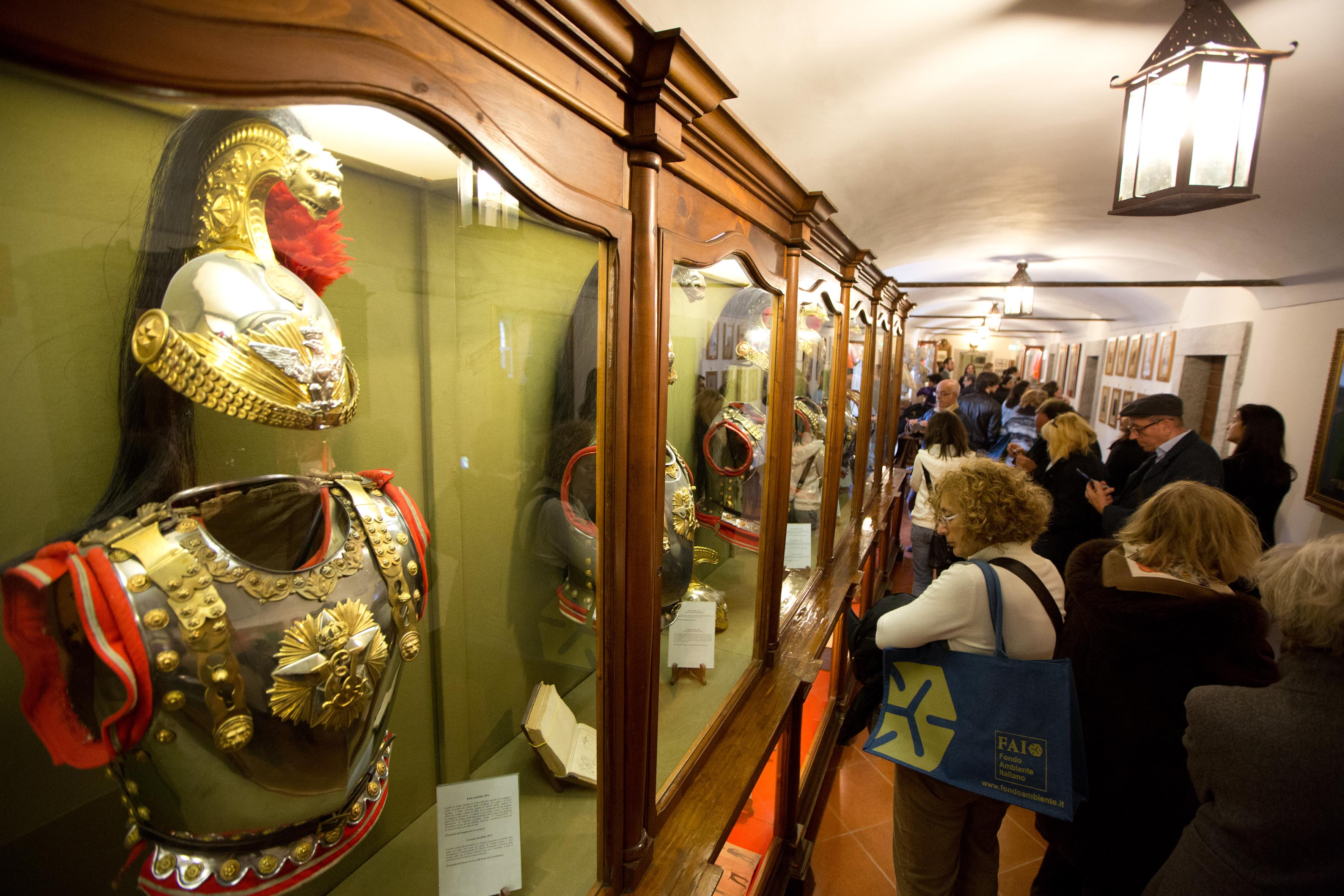
Visita alle scuderie Reggimento Corazzieri di Roma durante le Giornate FAI di Primavera del 2013

#### L'edizione 2013
L’edizione del 2013 si avvale la prima volta del patrocinio della Commissione Europea.
Inoltre, la visita ai 700 luoghi aperti in quella occasione viene resa più smart dal lancio di un’app dedicata.

#### L'edizione 2014
Nel 2014 lo storico nome dell’evento viene correttamente adeguato alla sua durata di un intero fine settimana e convertito nella forma plurale “Giornate FAI di Primavera”. La nuova edizione celebra il bimillenario della morte dell’imperatore Augusto, dedicando alla sua figura di politico e intellettuale, promotore dell’arte e della cultura, 120 aperture speciali delle oltre 750 complessive.

#### L'edizione 2016
Nel 2016 la manifestazione riceve per la prima volta l’Alto Patrocinio del Parlamento Europeo.

#### L'edizione 2017: il 25º anniversario
Per i 25 anni delle sue “Giornate di Primavera”, nel 2017 il FAI oltrepassa la soglia dei 1.000 luoghi di arte e natura spesso sconosciuti, inaccessibili ed eccezionalmente visitabili in 400 località, grazie all’impegno di 7.500 volontari e 35.000 Apprendisti Ciceroni.

#### L'edizione 2018
Anche nel 2018 l’evento viene insignito della Targa del Presidente della Repubblica Italiana, come già avvenuto per l’edizione del 2017 e le successive del 2019, 2021, 2022 e 2023.

#### L'edizione 2019: un anno da record
Il 2019 vede un aggiornamento del visual di campagna: l’agenzia Armando Testa – che nel 1998 aveva creato l’immagine simbolo della manifestazione – torna a donare il suo contributo al FAI attualizzando l’identità visiva delle “Giornate”, grazie a una campagna multi soggetto dinamica e plurale.
Allo stesso anno risale l’avvio della collaborazione continuativa con l’Arma dei Carabinieri. Ma soprattutto il 2019 segna l’anno del record storico di presenze: il 23 e 24 marzo, 770.000 visitatori scendono in piazza per andare alla scoperta dei 1.100 beni aperti in 430 località di tutta Italia.

### Dal 2020 ad oggi

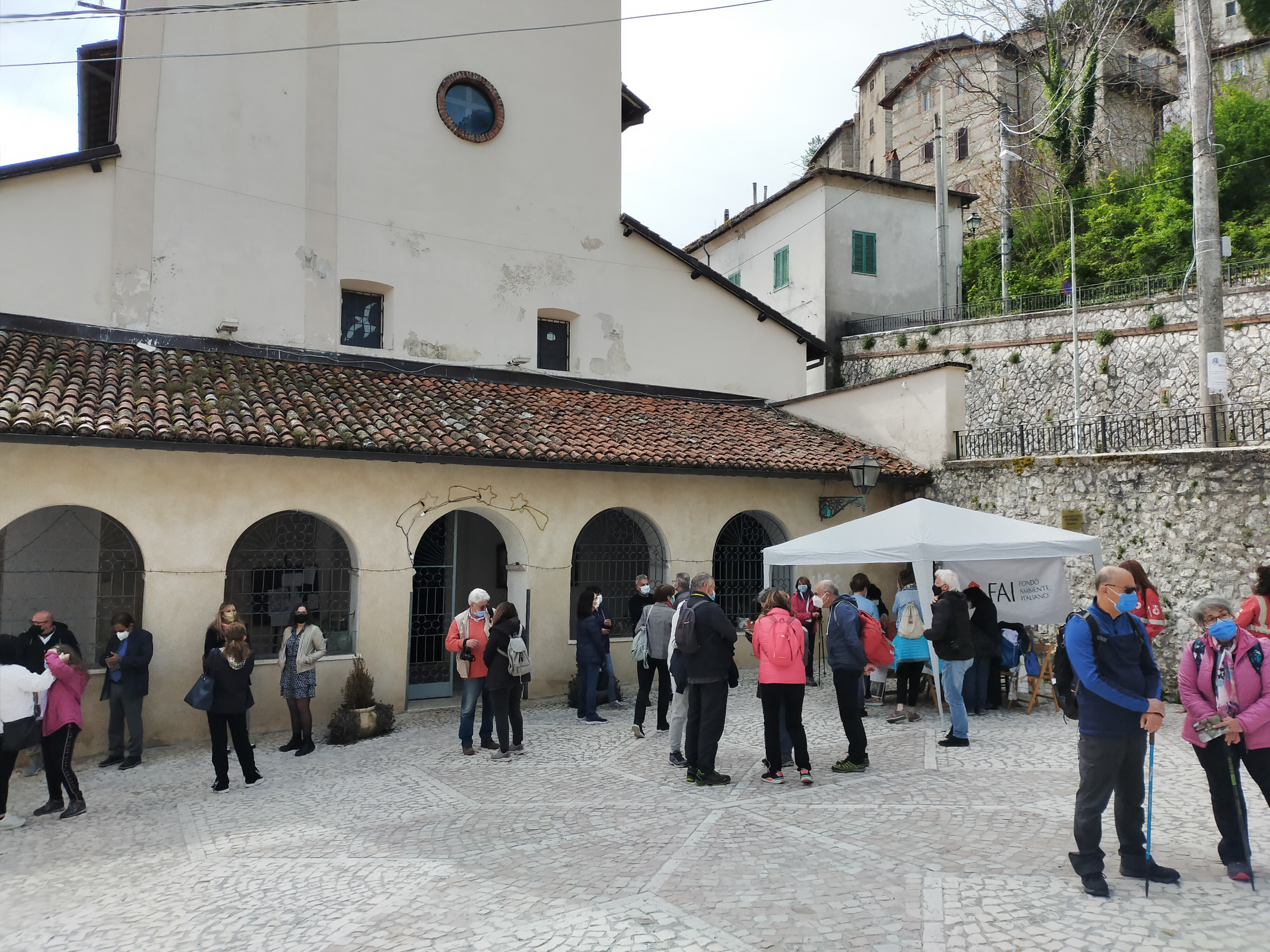
Giornata FAI di Primavera a Rocca di Botte

#### L'edizione 2020 e la pandemia
Nel 2020, la diffusione della pandemia da Covid-19 obbliga il FAI ad annullare l’annuale appuntamento di marzo, che viene rimandato al fine settimana del 27 e 28 giugno con un’edizione speciale tutta all’aperto e dedicata alla scoperta del patrimonio verde del Paese. Le Delegazioni FAI riescono a organizzare visite in 200 luoghi di 150 località italiane: 30.000 visitatori partecipano nel rispetto delle norme di sicurezza alla cui osservanza contribuiscono anche i volontari della Croce Rossa Italiana con cui il FAI avvia una collaborazione continuativa.

#### L'edizione 2021

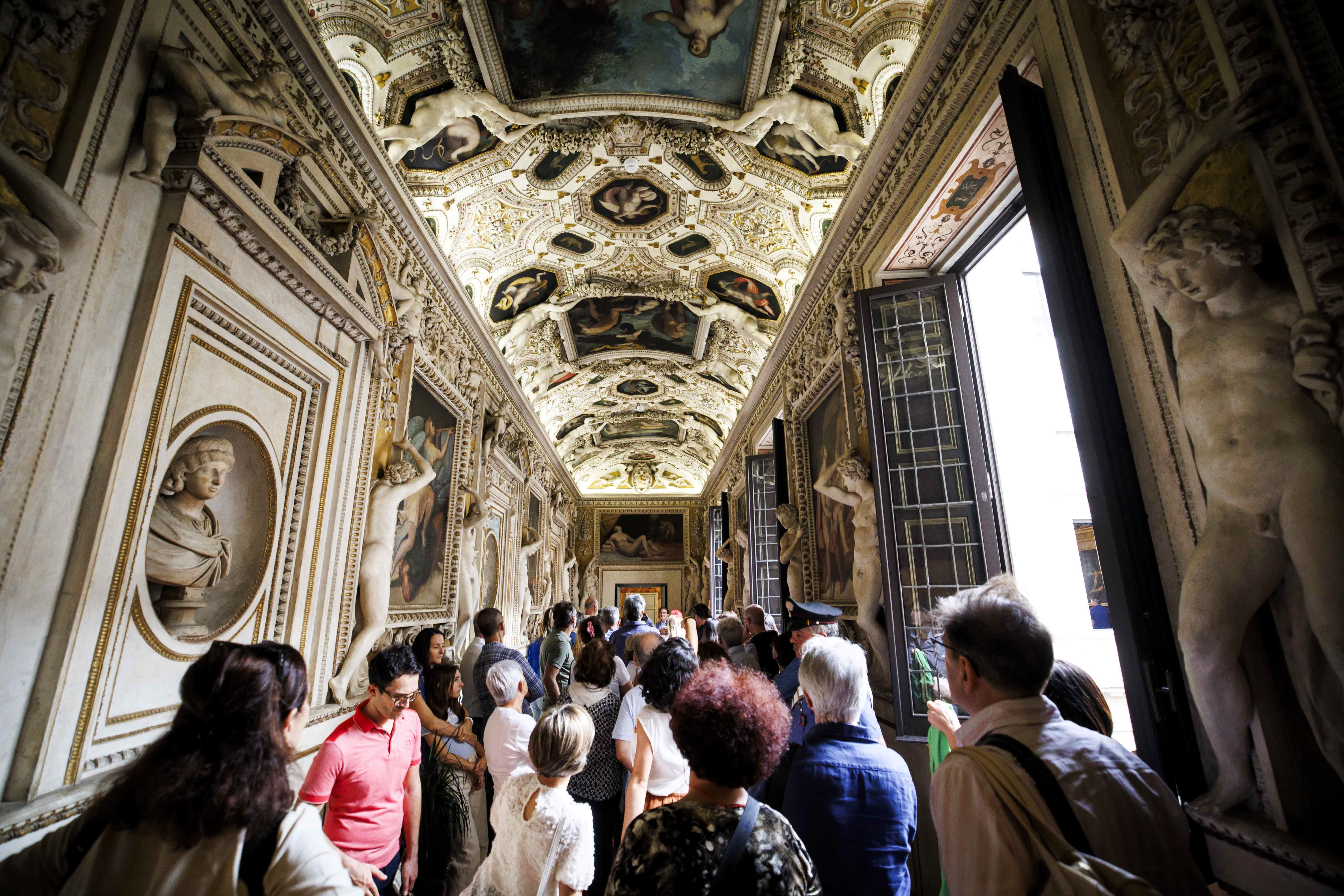
Visita al Consiglio di Stato durante le Giornate FAI di Primavera 2023

Con il 2021 viene stipulato un accordo tra il FAI e lo Stato Maggiore della Difesa, poi formalizzato l’anno successivo, per valorizzare un patrimonio di luoghi di interesse culturale, altrimenti non visitabili, durante le “Giornate” del FAI.

#### L'edizione 2022: il 30º anniversario
Il trentesimo anniversario della manifestazione viene festeggiato nel 2022 con l’apertura di 700 luoghi in 300 città, che sono visitati da oltre 350.000 persone in due giorni. Dalla prima edizione del 1993, le “Giornate FAI di Primavera” hanno totalizzato 11.600.000 visitatori e aperto 14.090 luoghi grazie a 145.500 volontari e 360.000 Apprendisti Ciceroni.

#### L'edizione 2023
Con l’edizione 2023, a tre anni dalle limitazioni imposte dalla pandemia, la manifestazione accoglie in due giorni 550.000 visitatori, con un +43% rispetto all’anno precedente.

#### L'edizione 2024
Con l’edizione 2024 la manifestazione giunta alla XXXII edizione accoglie in due giorni 550.000 visitatori, 750 luoghi eccezionalmente aperti in 400 città.

## Le Giornate FAI d'Autunno

### Le prime edizioni, da una a due giornate fino al record del 2019
La tradizione dell'appuntamento FAI d'autunno è cresciuta progressivamente dal 2011.
Già dal 2017 l'evento ha richiamato oltre 200.000 visitatori in una sola giornata con 600 beni aperti al pubblico in 185 città.
.
Nel 2018 i visitatori sono cresciuti a 255.000 con la formula su due giornate in 250 città e 660 luoghi
 e nel 2019 si è quindi raggiunto il record di 330.000 visitatori.

#### L'edizione 2023
Dopo la pandemia con l’edizione 2023 la manifestazione giunta alla XII edizione accoglie in due giorni un nuovo numeor record di 340.000 visitatori con 700 luoghi eccezionalmente aperti in 350 città.

#### L'edizione 2024
La XIII edizione del 2024 si migliora ancora e accoglie in due giorni 386.000 visitatori, 700 luoghi eccezionalmente aperti in 360 città.

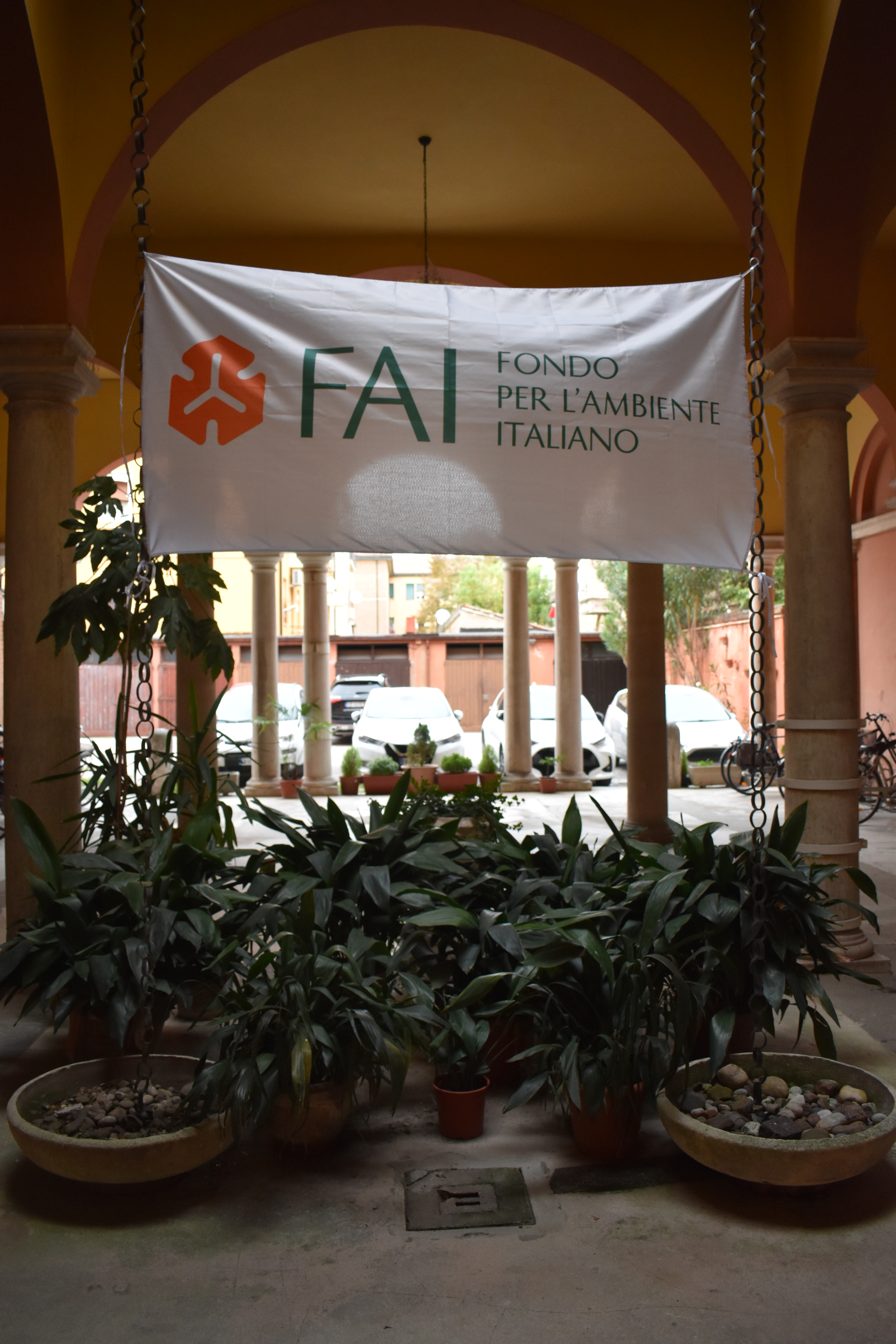
Il portico di Palazzo Canonici Mattei, a Ferrara, nelle Giornate FAI d'Autunno.